# 麻園 (雲林縣莿桐鄉)
麻園，原寫為蔴園，是台灣雲林縣莿桐鄉的一個傳統地域名稱，位於該鄉北部中央地帶。相較於今日行政區，其範圍大致包括五華村西北部凸出部分的西南側、四合村不含東南部凸出部分的東側及北部濁水溪河床地帶、饒平村東南部凸出部分、興貴村東部、麻園村西北大半部不含東北部凸出部分的東側、六合村西部凸出部分的西北端。

## 歷史
台灣清治末期至日治初期，麻園地區為一街庄，稱為「蔴園庄」，隸屬於溪洲堡。該庄北隔濁水溪與潮洋厝庄、過溪仔庄為界，東邊北、中段與湖仔內庄為鄰，東邊南段及南邊東、中段為新庄仔庄，南邊西段為大埔尾庄，西邊為樹仔腳庄。
1901年（日治明治三十四年）11月，全台廢縣廳改設二十廳，該庄隸屬於斗六廳。1903年（明治三十六年）6月，該庄編入「樹仔腳區」，隸屬於斗六廳。1909年（明治四十二年）10月，合併二十廳為十二廳，樹仔腳區改隸屬於嘉義廳。1920年（大正九年），全台地方制度大改正，廢十二廳改設五州二廳，該庄改制並雅化為「麻園」大字，隸屬於臺南州斗六郡莿桐庄。
戰後莿桐庄改制為莿桐鄉，隸屬於臺南縣，大字亦改制為村。1950年10月，雲、嘉、南分治，莿桐鄉改隸屬雲林縣。

## 聚落
本地區發展較早的聚落有頂蔴園、油車口、後埔、新厝、吳厝等等，在日治期初期的官方地圖上已有記載。此外，本地區尚有埤寮、興北（紅竹口）、永基（鐵岐路）、園子（園子內）等聚落。

## 交通
縣道154號是麥寮鄉六輕廠至林內鄉的道路，也是雲林縣最北側的橫貫縣道，大致以北北西—南南東走向到達麻園地區西部邊界地帶中央的縣道154乙線起點路口，轉東南微北入境後，至頂麻園聚落轉東再轉東南東續行以至出境。由該道路向北北西蜿蜓而行再轉西北微西可前往西螺、二崙中北部、崙背中北部、麥寮的六輕廠等地；向東南東可前往湖子內西南端、新庄子、烏塗子、林內市區西側並止於省道台3線路口。
縣道154乙線是莿桐鄉饒平（樹子腳）至古坑鄉永光的道路，其北側端點（起點）位於本地區西部邊界地帶的縣道154號路口。由此向南微東沿本地區邊界而行，其後因邊界線轉西而入境，其後轉南南東續行出境，可前往大埔尾東部、竹圍子西南部、海豐崙西部、斗六市區、大潭東部、大崙東部、水碓、古坑市區、麻園（古坑鄉）並止於省道台3線路口。
鄉道雲52線是埔仔至下麻園的道路，其東側端點（終點）位於本地區西部中央偏南近邊界地帶的縣道154乙線路口。由此向西出境後轉西南微西進入樹子腳地區的下麻園聚落蜿蜒而行，其後轉西南西出聚落後可前往樹子腳地區西部邊界地帶並止於埔子聚落西側的縣道156號舊線（和平路）路口。
鄉道雲53線是後埔至頂油車仔的道路，其北側端點（起點）位於本地區中部後埔聚落東側的鄉道雲56線路口。由此向南蜿蜒而行，至頂麻園聚落的縣道154號路口轉西與其共線約60公尺，至路口轉南獨行，其後轉南南東南行，出境後可前新庄子西端、大埔尾東部的的頂油車仔聚落東郊並止於鄉道雲70線路口。
鄉道雲54線是西園至新興（溪埔）的道路，大致以西南微西—東北微南走向由本地區西部邊界南端入境後，至縣道154乙線路口轉東北東續行以至出境。由該道路向西南微西可前往樹子腳與大埔尾交界地帶、大埔尾西北部、惠來厝北部並止於其西部邊界北側的鄉道雲77線路口；向東北東可前往新庄子南部偏西的溪埔聚落並止於鄉道雲55線路口。
鄉道雲56線是後埔（實際起點在油車口）至下厝仔（進興）的道路，其西側端點（起點）位於本地區西部油車口聚落的縣道154號路口。由此向東北轉東南東，於後埔聚落東側經鄉道雲53線起點路口轉東北微南，至本地區東部邊界轉東出境，可前往湖子內、新庄子地區中部略偏東北東的下厝仔聚落並止於鄉道雲58線路口。

## 學校
- 饒平國小

## 產業
- 麻園工業區（西半部）